# Richard Krebs
Richard Krebs (ur. 30 lipca 1906 w Hamburgu, zm. 29 czerwca 1996 tamże) – niemiecki lekkoatleta sprinter, wicemistrz olimpijski z 1928.
Specjalizował się w biegu na 400 metrów. Zdobył srebrny medal na igrzyskach olimpijskich w 1928 w Amsterdamie w sztafecie 4 × 400 metrów (sztafeta biegła w składzie: Otto Neumann, Krebs, Harry Werner Storz i Hermann Engelhard).
Poprawił rekord Niemiec w sztafecie 4 × 400 m wynikiem 3:14,8 osiągniętym na igrzyskach w Amsterdamie 5 sierpnia 1928.
Krebs był brązowym medalistą mistrzostw Niemiec w biegu na 400 metrów w 1929.